# Дониђала Фенугеду
Дониђала Фенугеду је насеље у Италији у округу Ористано, региону Сардинија.
Према процени из 2011. у насељу је живело 1275 становника. Насеље се налази на надморској висини од 10 м.